# Gaultklei
Gaultklei, of albiene klei, is een kleisoort die men terugvindt in de zogenaamde Gault Formation, een geologische formatie van klei die is afgezet tijdens het Albien.

## Verspreiding
Gaultklei wordt gevonden in Frankrijk (1,5 km ten noorden van Wissant) en in Engeland: aan de zuidkant van de North Downs en de noordkant van de South Downs, onder de steile helling van de Berkshire Downs, in de Vale of White Horse, in Oxfordshire, en op het eiland Wight, waar het bekend staat als Blue Slipper. 

## Toepassingen
De gaultklei is op verschillende plaatsen gebruikt voor het maken van bakstenen, met name in de buurt van Dunton Green en Wye in Kent. Gaultklei bevat vaak fosfaatknobbeltjes, waarvan sommige worden gedacht dat het coprolieten zijn, en kan ook zand en kleine korrels van het mineraal glauconiet bevatten. Kristallen van het mineraal seleniet komen op sommige plaatsen vrij algemeen voor, evenals knobbeltjes pyriet.

## De Gault Formation
De Gault Formation is een geologische formatie van stijve blauwe klei die is afgezet in een diepzeemilieu tijdens het Onder-Krijt (Boven- en Midden-Albien). Het is goed belicht in de kliffen aan de kust bij Copt Point in Folkestone (Engeland), waar het de Lower Greensandformatie bedekt en ten grondslag ligt aan de Upper Greensandformatie. Deze vertegenwoordigen verschillende facies, waarbij de zandachtige delen waarschijnlijk dicht bij de kust worden afgezet en de klei in rustiger water, verder van de bron van het sediment; beide worden verondersteld afzettingen in ondiep water te zijn. 
De etymologie van de naam is onzeker en waarschijnlijk van lokale oorsprong.
Gault ligt ten grondslag aan het krijt onder het London Basin, meestal over geërodeerde rotsen uit de Jura en het Devoon; lagere gault is alleen aanwezig onder de buitenste delen van het bekken en is afwezig onder centraal Londen. De Gault Formation vertegenwoordigt een maritieme overtreding na erosie van het Lower Greensand. Het is onderverdeeld in twee secties, de Upper Gault en de Lower Gault. De Upper Gault komt op de Lower Gault. De Gault Formation wordt dunner over het London Platform en eindigt dan bij de Red Chalk net ten zuiden van het estuarium The Wash. 
De Gault-belichting bij Copt Point, de typelocatie voor de formatie, is 40 m dik. 

## Fossielen
Gault levert overvloedige mariene fossielen, waaronder ammonieten, belemnieten, tweekleppigen, slakken, solitaire koralen, overblijfselen van vissen (inclusief haaientanden), zeelelies en kreeftachtigen. Incidentele fragmenten van fossiel hout kunnen ook worden gevonden.